# Tôi thấy hoa vàng trên cỏ xanh
Tôi thấy hoa vàng trên cỏ xanh é um filme de drama vietnamita de 2015 dirigido e escrito por Victor Vũ. Foi selecionado como representante de seu país ao Oscar de melhor filme estrangeiro em 2017.

## Elenco
- Thịnh Vinh - Thiều
- Trọng Khang - Tường
- Thanh Mỹ - Mận
- Mai Thế Hiệp  - Nhãn
- Trương Tú Liên - Mãe de Thiều
- Lê Vinh - Pai de Thiều
- Anh Tú - Đàn
- Khánh Hiền - Vinh
- Mai Trần - Tám Tàng
- Mỹ Anh - Nhi